# Wilfried Rother
Wilfried Rother (* 20. September 1990 in Coulommiers) ist ein französischer Fußballspieler.

## Karriere
Rother spielte für die Jugend eines kleinen Vereins aus Sézanne, ehe er zum ES Troyes AC wechselte. Dort lief er zunächst für die zweite Mannschaft auf und wurde in der Saison 2009/10 erstmals für die erste Mannschaft berücksichtigt, die in der dritten Liga antrat. Nachdem er zwei weitere Jahre nur für die Amateure gespielt hatte, rückte er in der Saison 2011/12 wieder in die erste Mannschaft auf, für die er zwei Zweitligaspiele bestritt. Im Sommer 2012 wurde er an den Drittligisten SAS Épinal ausgeliehen.